# Покровский собор (Севастополь)
Собор Покрова Пресвятой Богородицы (Покровский собор) — православный храм в Севастополе. Относится к Севастопольскому благочинию Симферопольской епархии Русской православной церкви. Построен в 1892—1905 годах по проекту архитектора Валентина Фельдмана.
Престолы верхнего храма освящены в честь Покрова Пресвятой Богородицы, великомученика Пантелеимона, святых апостолов Петра и Павла; нижнего храма — во имя преподобного Серафима Саровского, святых мучениц Веры, Надежды, Любови и матери их Софии, святого князя Владимира.

## Архитектура
Пятикупольный храм базиликального типа. Над главным куполом — стрельчатый свод в окружении четырёх двенадцатигранных башенок. В западной части — колокольня, соединённая с храмом продолжением центрального объёма. Башенки и колокольня имеют шатровое покрытие, увенчанное маковками луковичной формы. Здание украшено рядами полукруглых кокошников, карнизы подчеркнуты лепными фризами. Построен собор из инкерманского и крымбальского камня.

## История

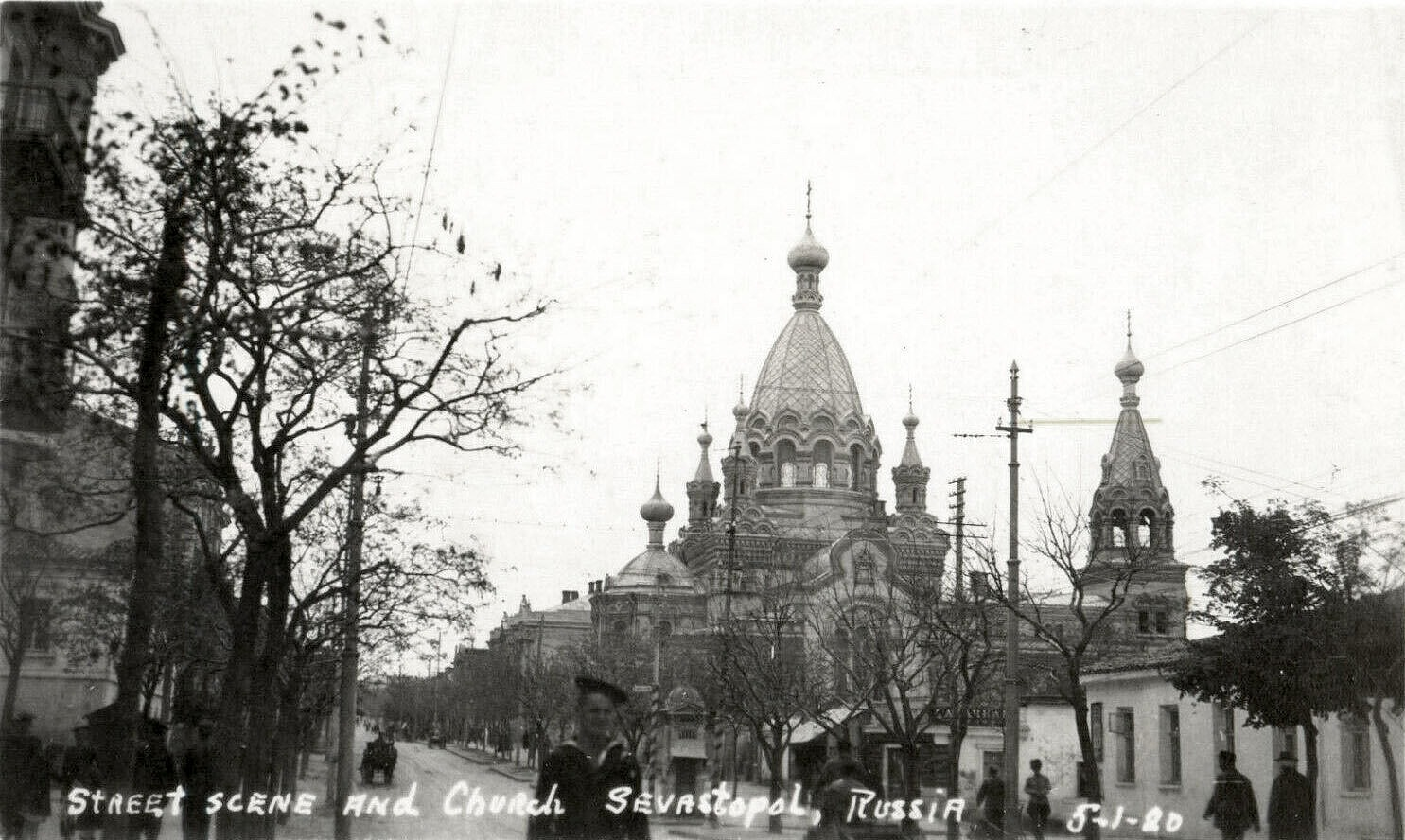
Покровский собор в 1920 г.

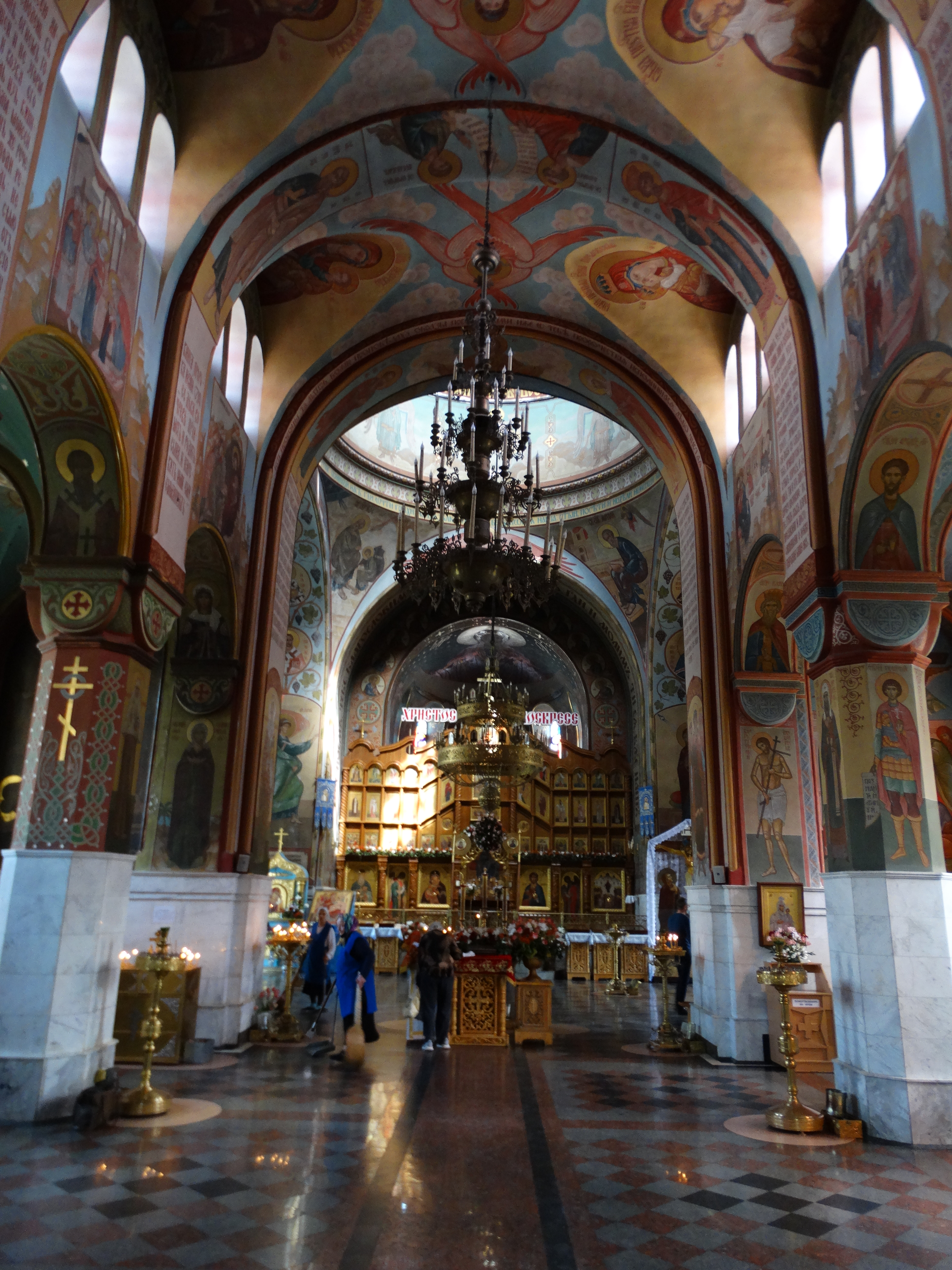
Современный внутренний вид собора

Сооружение собора было начато в 1892 году под руководством и по проекту архитектора Валентина Фельдмана. В 1905 году собор был освящён. В мае 1917 года в соборе были временно захоронены останки лейтенанта Петра Шмидта и нескольких матросов, расстрелянных на острове Березань. 23 февраля 1919 года в нём была совершена хиротония архимандрита Вениамина (Федченкова) во епископа Севастопольского.
Собор, закрытый большевиками, был открыт во время оккупации в годы Великой Отечественной войны, В ходе военных действий здание сильно пострадало: были разрушены два южных придела. В 1947 году настоятелем Севастопольского Покровского собора был назначен Иоанн Крашановский. Занимался восстановлением верхнего храма собора, сильно разрушенного во время войны. Трудами отца Иоанна храм был восстановлен и освящен в 1948 году и до 1962 года в нём проводились богослужения. Затем в соборе размещались спортзал и Севастопольский городской архив.
В 1992 году северный придел собора был передан общине верующих и освящён 8 апреля во имя святого великомученика Пантелеимона. В начале 1994 года верующим было отдано всё здание.